# DJ Assault
DJ Assault, właśc. Craig De Shan Adams (ur. 28 sierpnia 1977 w Detroit) – amerykański DJ i muzyk hip-hopowy.
Po odkryciu w wieku 15 lat muzyki electro, postanowił zostać jednym z najbardziej rozpoznawalnych DJ-ów i producentów ghettotech. Wraz z producentem Mr. De' założyli wytwórnie Electrofunk Records oraz Assault Rifle Records. Ich nakładem w okresie 1996–2000 wydawali serie 12" singli oraz miksów. Następnie drogi obydwu muzyków rozeszły się, a DJ Assault założył własne wydawnictwo, Jefferson Ave. Artysta znany jest z poruszania w swych utworach tematyki seksualności. Jego cechą charakterystyczną jest również specyficzna wymowa słów. Przykład stanowi płyta Ass 'N' Titties.

## Dyskografia

### Albumy
- 1999 – Assaultland
- 2000 – Belle Isle Tech
- 2001 – Jefferson Ave. (The Accelerated Funk)
- 2004 – Belle Isle Tech 2: A Continuous Mix Of Accelerated Funk!

### EP / Single
- 1995 – Numbers
- 1996 – Da' Lockdown EP
- 1997 – Terrortec Revisited EP
- 1997 – The Ass-N-Titties EP
- 1998 – The Rowdy EP
- 1999 – Mixpilation EP
- 2000 – Off The Chain E.P.
- 2000 – The Hot Shit EP
- 2001 – Ass-N-Titties 2001
- 2001 – Hoes Get Naked
- 2001 – Love The Pussy / G-String
- 2001 – Nipples-N-Clits / Ride It Bitch
- 2001 – Strictly 4 The Tricks
- 2002 – Freaky Bitches
- 2003 – Everybody Fuck EP
- 2003 – The Booty Banger EP
- 2003 – The Ghetto Shit EP
- 2003 – The Nigga Music E.P.
- 2003 – The Sexy Lover EP
- 2004 – 9 Years Of Game E.P.
- 2004 – Club Hoppin' EP
- 2004 – The Stripper Beats E.P.
- 2004 – The Take It In The Face EP
- 2005 – For Club Use Only EP
- 2005 – G-String
- 2005 – The Lingerie EP
- 2005 – One In The Front
- 2005 – The After Party EP

### Miksy / Kompilacje
- 1996 – Straight Up Detroit Shit Volume 1
- 1997 – Straight Up Detroit Shit Volume 2
- 1997 – Straight Up Detroit Shit Volume 3
- 1998 – Straight Up Detroit Shit Volume 4
- 1998 – Straight Up Detroit Shit Volume 5
- 1999 – Mixpilation'
- 2000 – MrMuthaFukka
- 2001 – Off The Chain For The Y2K
- 2003 – Sumthin' 2 Shake Yo' Azz 2